# 4e arrondissement d'Antananarivo
Le IVe arrondissement (en malgache : Boriboritany fahaefatra) d'Antananarivo est une subdivision administrative de la capitale de Madagascar. Il est bordé par le Ier arrondissement au Nord, par le IIe arrondissement à l'est.
Depuis le 1er avril 2015, Antananarivo est une collectivité à statut particulier, donnant à chacun de ses arrondissement le statut de district.

## Description
Le IVe arrondissement d'Antananarivo a une superficie de 23,05 km2.

## Histoire
le 26 juin 1960, le premier président de Madagascar, Philibert Tsiranana, a proclamé l’indépendance sur cette même pierre.
Après la mise en place de la colonie de Madagascar, le stade de Mahasina y est construit.

## Quartiers
Le IVe arrondissement est constitué de 32 quartiers.
| N°       | Quartiers                      |
| -------- | ------------------------------ |
| 1        | Ambanin’Ampamarinana           |
| 2        | Ampefiloha Ambodirano          |
| 3        | Ampangabe Anjanakinifolo       |
| 4        | Andavamamba Ambilanibe         |
| 5        | Ouest Ambohijanahary IIIG/IIIM |
| 6        | Ouest Ambohijanahary IIIH/IIIO |
| 7        | Ouest Ankadimbahoaka           |
| 8        | Ouest Mananjara                |
| 9        | Angarangarana                  |
| 10       | Ankadilalana                   |
| 11       | Ankaditoho Marohoho            |
| 12       | Ankazotoho Anosimahavelona     |
| 13       | Ambohibarikely                 |
| 14       | Anosibe Ouest I                |
| 15       | Anosibe Ouest II               |
| 16       | Anosipatrana Ouest             |
| 17       | Anosipatrana Est               |
| 18       | Anosizato Est I                |
| 19       | Anosizato Est II               |
| 20       | Fiadanana III L                |
| 21       | Fiadanana III N                |
| 22       | Ilanivato Ampasika             |
| 23       | Ivolaniray                     |
| 24       | Mahamasina Sud                 |
| 25       | Mananjara                      |
| 26       | Mandrangobato I                |
| 27       | Mandrangobato II               |
| 28       | Madera Namontana               |
| 29       | Soanierana III I               |
| 30       | Soanierana III J               |
| 31       | Tsarafaritra                   |
| 32       | Tsimialonjafy                  |
| Sources: |                                |

## Bâtiment et infrastructures

### Institutions publiques dont la compétence dépasse l'arrondissement
- Circonscription de gendarmerie nationale d'Antananarivo à Ankadilalana.
- Préfecture de Police d'Antananarivo à Ankadilalana.
- Ministère de l'enseignement supérieur et de la recherche scientifique à Fiadanana.
- Maison d'arrêt de Fiadanana.

## Éducation, culture et sports

### Enseignement secondaire
L'arrondissement abrite de nombreuses écoles privées préprimaires, primaires et secondaires ainsi que le réseau national d'écoles publiques.
On y retrouve également un établissement scolaire français : les Collèges de France.

### Enseignement supérieur
En plus du siège du ministère de l'enseignement supérieur et de la recherche scientifique, le IVe arrondissement accueille également l'Institut national de la santé publique, communément appelée « l'école de médecine » mais aussi l'École Normale Supérieure d'Antananarivo.

### Sport
Le quatrième arrondissement abrite la majorité des infrastructures sportives de la ville.
- Kianja Barea
- Palais national de la culture et des sports
- Académie nationale des sports

### Culture
On retrouve peu d'établissement culturel dans le quatrième arrondissement. On peut toutefois compter :
- l'Alliance française d'Antananarivo
- la gallerie d'arts contemporain Hakanto Contemporary

## Galerie

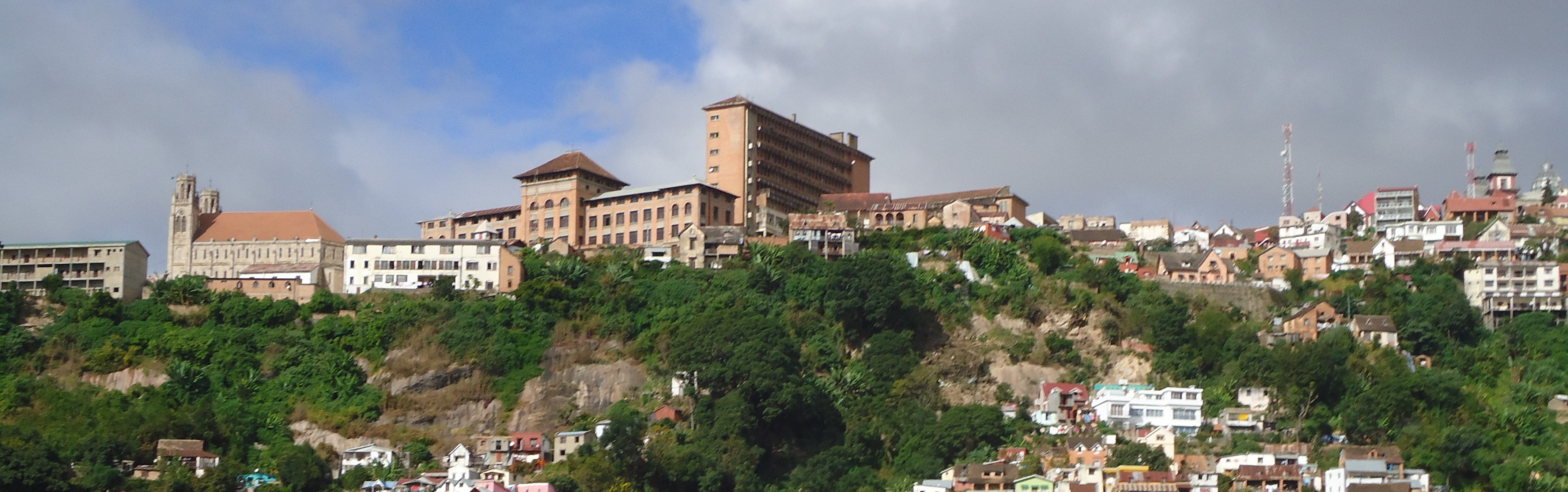
Vue du lycée Andohalo de Mahamasina.

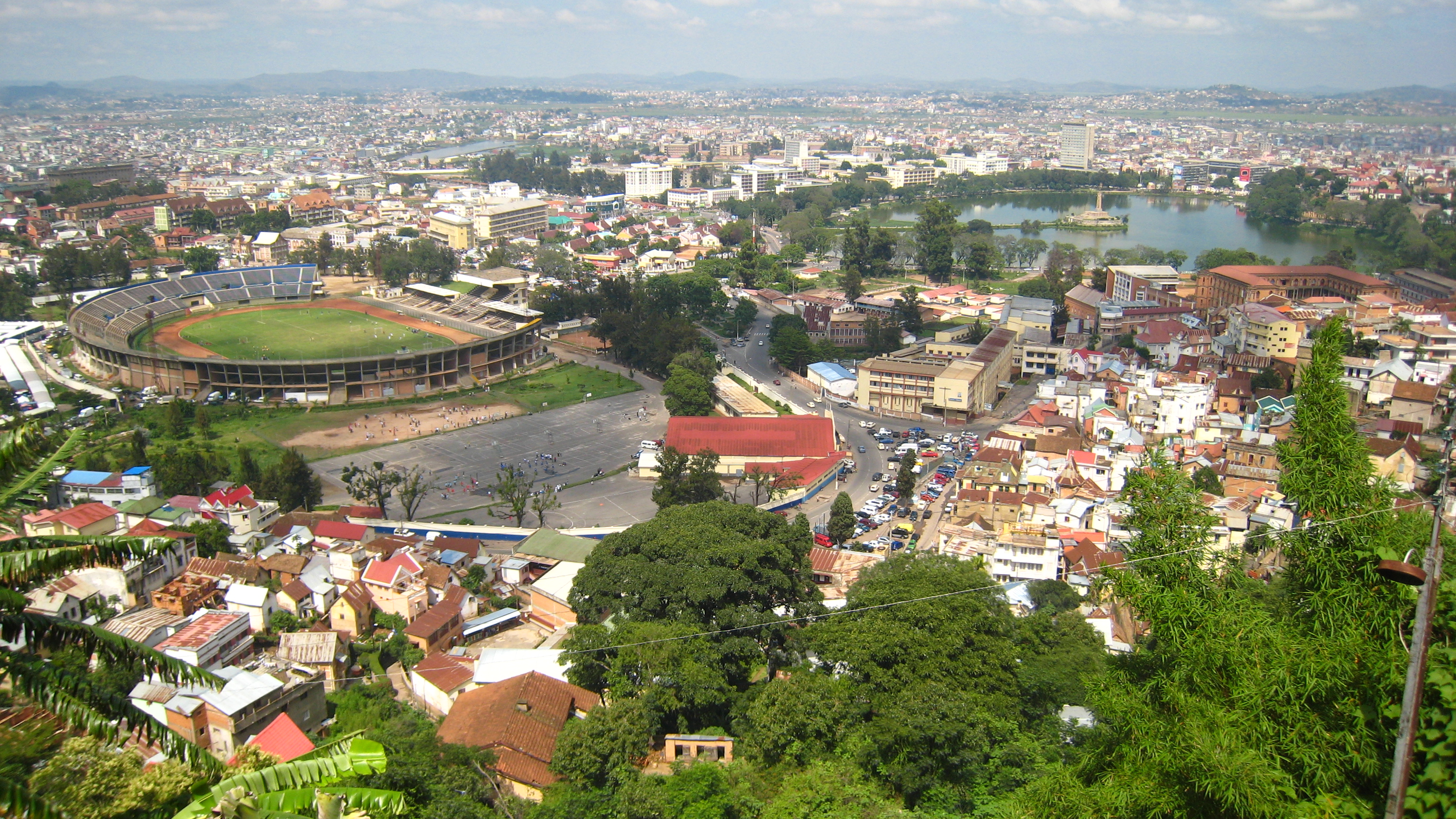
Le lac Anosy et le stade de Mahamasina.